# Aeroportul Sanandaj
Aeroportul Sanandaj (IATA: SDG, ICAO: OICS) este un aeroport din Sanandaj, Central District⁠(d), Sanandaj County⁠(d), Provincia Kurdistan, Iran ce deservește zona Sanandaj. A fost deschis în 1971.
Situat la o altitudine de 1.378 m, aeroportul dispune de o singură pistă.